# 千波湖八景
千波湖八景（せんばこはっけい）は、干拓される前の茨城県水戸市の千波湖において、その景勝地を「八景」の様式にならって8つを選んだ風景評価の一つ。徳川光圀が制定したと案内されることが多い。資料によっては"千波八景"、"千波沼八景"とも案内される。

## 概要

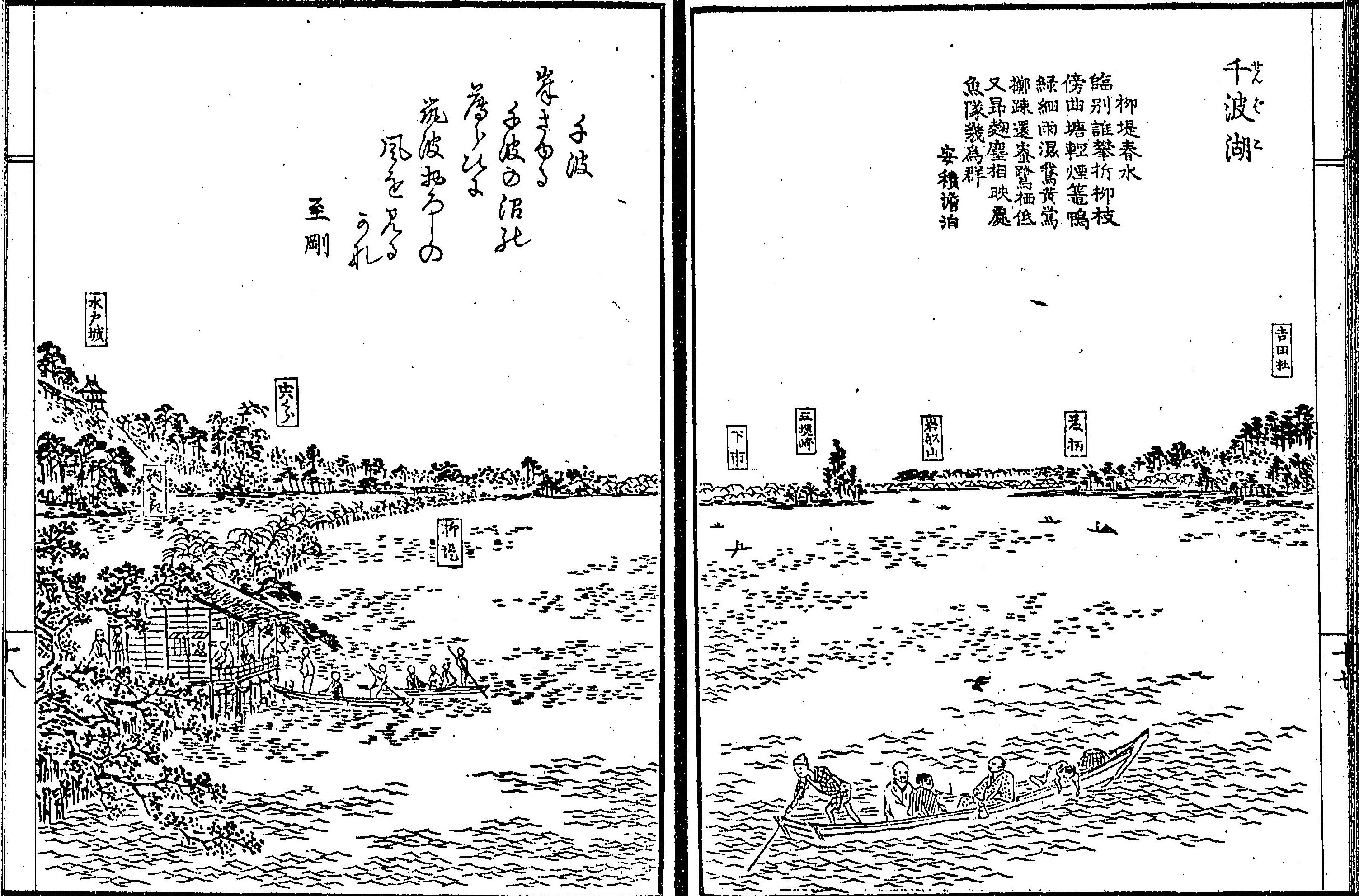
千波湖の図

かつて千波湖は、現在の3から4倍の面積を持っており、西に筑波山、湖面越しに水戸城、吉田神社を望み、"新道"（又は"柳堤"）と呼ばれる湖中の柳道が景観に風雅な装いを加えた、見所の多いところであった。そんなかつて眺められた千波湖の佳景を千波湖八景は伝えている。現代では、千波湖八景の景色は大正期から始まった干拓と周辺の市街化により、そのほとんどが失われている。今は、千波湖の環境整備に取り組んでいる市民団体が千波湖畔の黄門像近くに設置した千波湖八景を案内する看板が、八景の存在を伝えている。
千波湖八景に関する最も古い史料は松平俊雄（松平雪江）の編・画による『常磐公園攬勝図誌』という1885年（明治18年）に出版された偕楽園とその周辺の案内書である。これには"水戸義公曾てこの湖を回りて八勝を置る"の記述と、それに続く八景の名称の列挙の記述がなされている。この記述から千波湖八景は徳川光圀（＝水戸義公）が定めた、又は定めたと推測される、とする案内が多く見受けられる。光圀制定を案内する資料の中には、光圀が千波湖八景を制定した経緯として、中国の西湖の蘇堤を模して新道に柳を植えた光圀は、更に、西湖十景を模して千波湖八景を制定した、旨の記述をしているものがある。一方、光圀制定説に対しては、八景のひとつ「七面山秋月」の"七面山"の呼称が始まったのは光圀の死後であり故に光圀制定とするのはおかしい、とする論もある。

## 八景の一覧

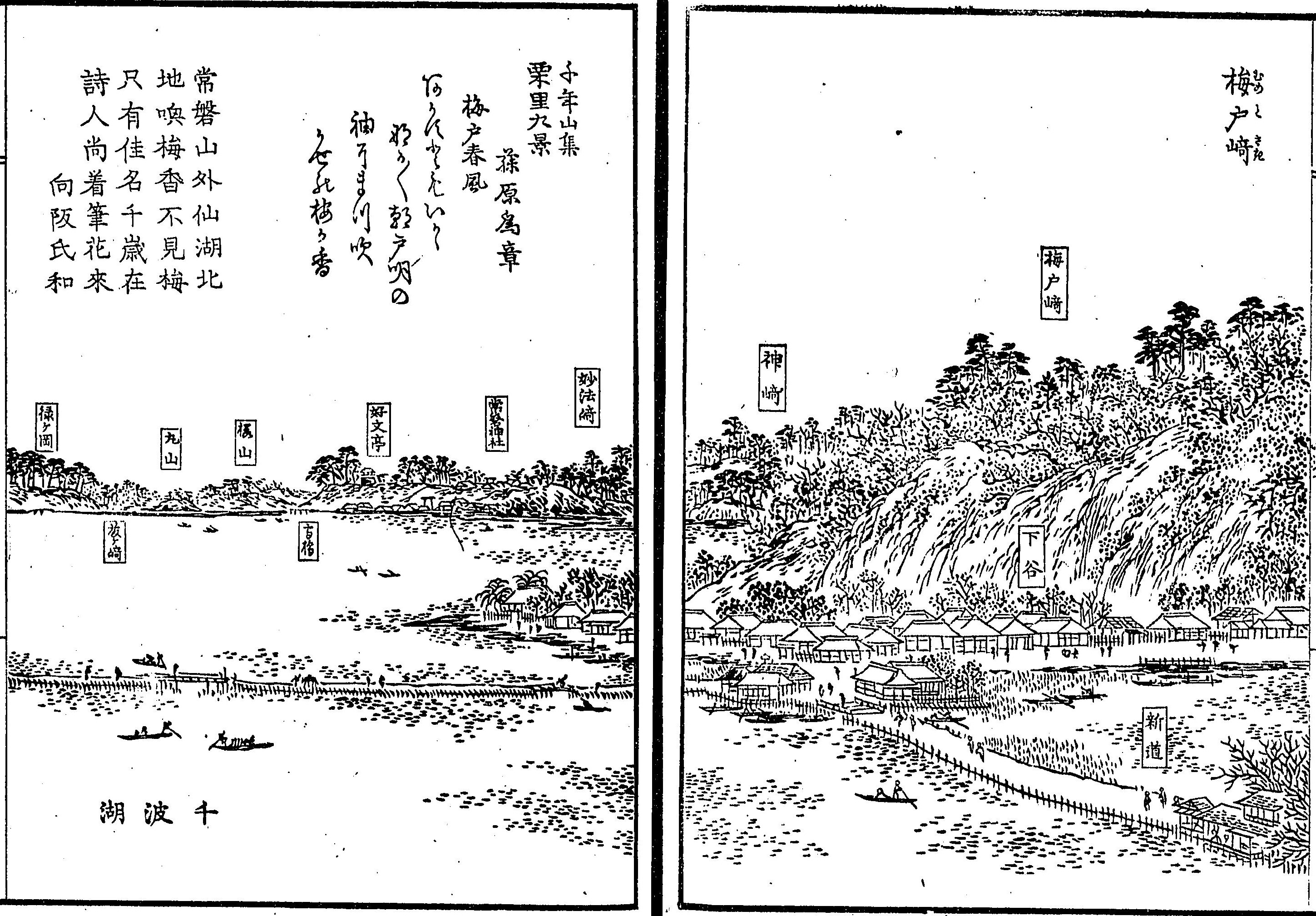
千波湖の図/梅戸崎

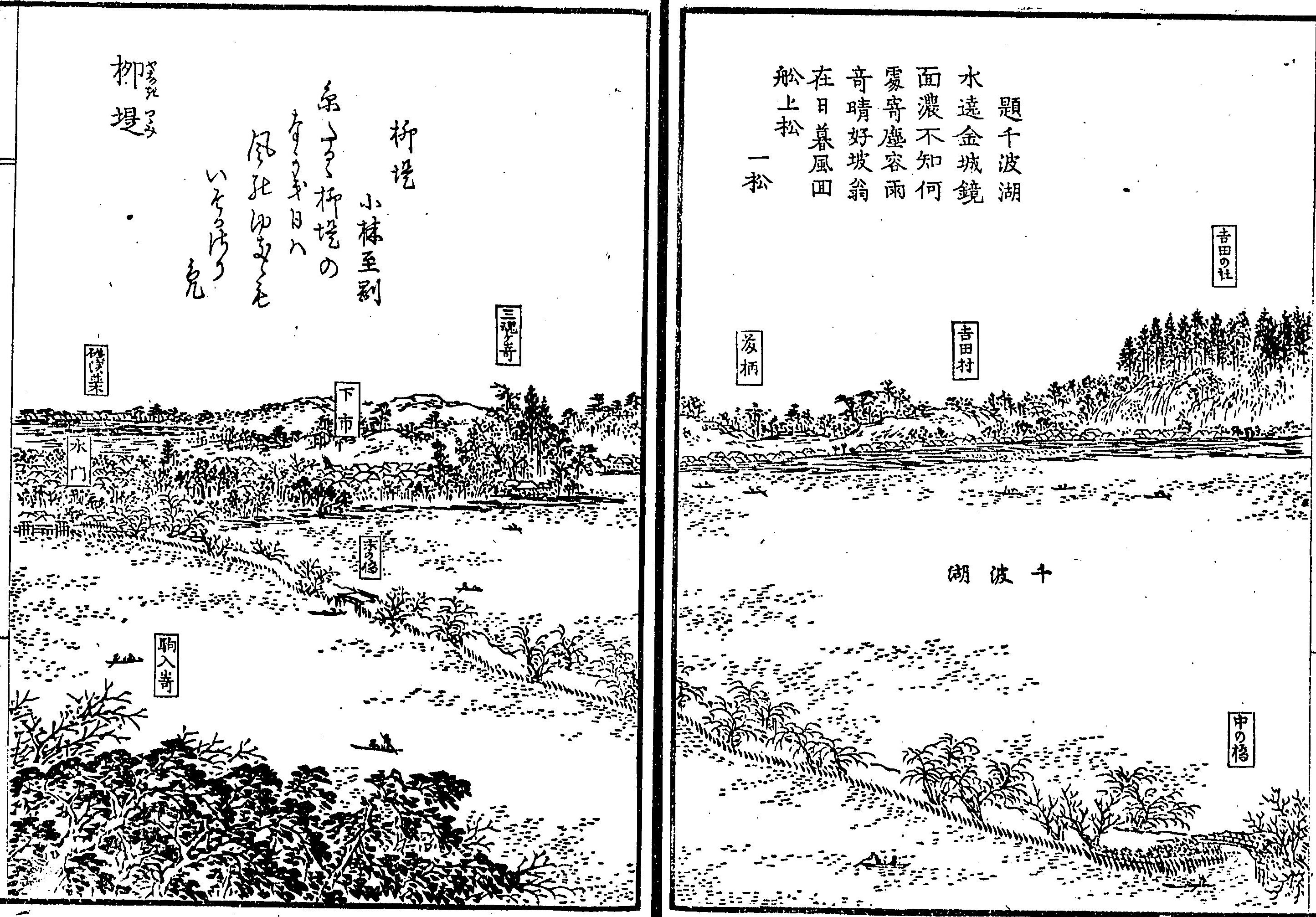
千波湖の図/柳堤

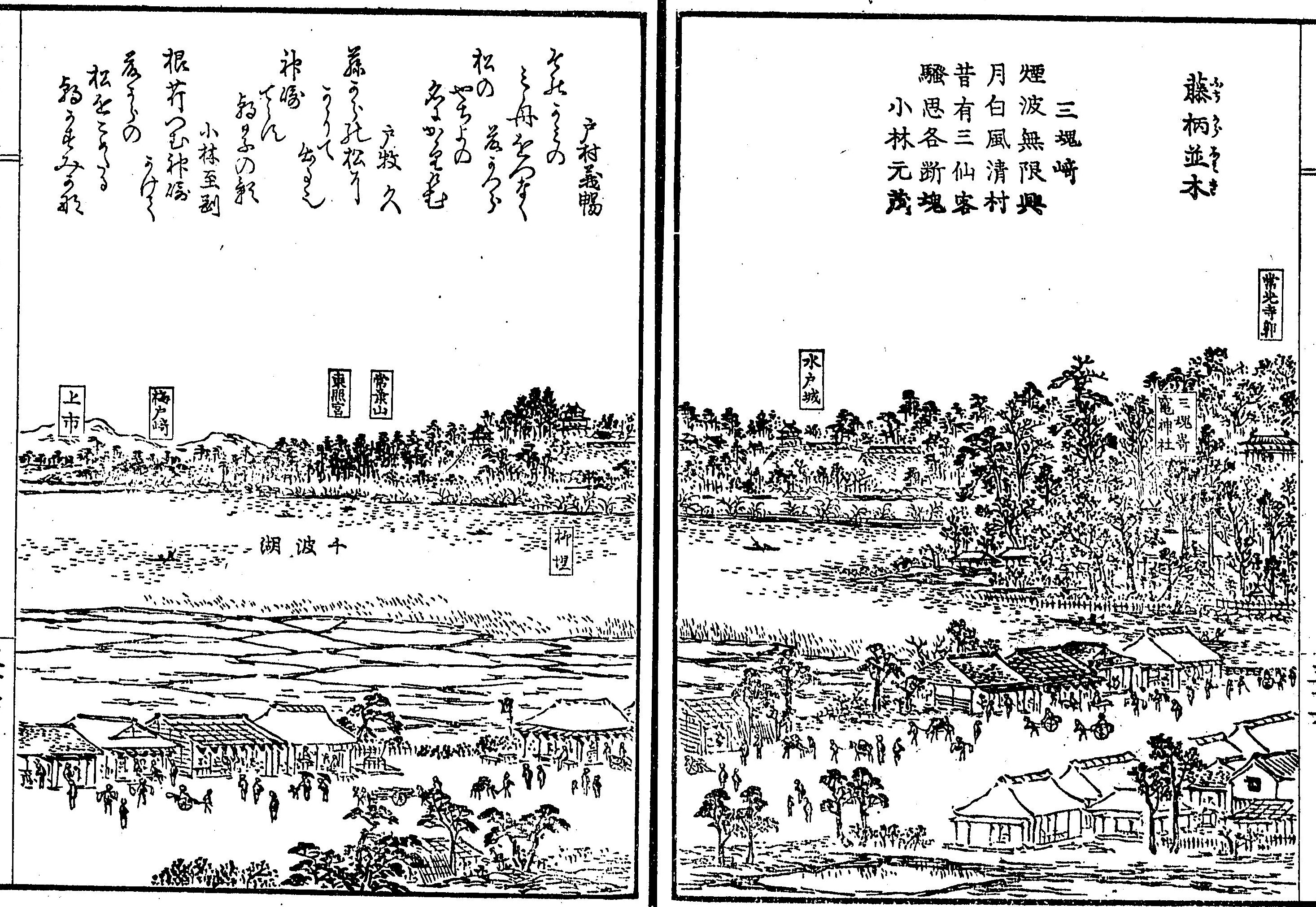
千波湖の図/藤柄並木

八景の一覧は以下のとおりである。案内する資料により名称の読みや、景色の解釈に若干違いがある。
七面山秋月
読み：しちめんさんのしゅうげつ、しちめんざんのしゅうげつ
七面山は今の偕楽園の好文亭辺りにあった山である。
神崎寺晩鐘
読み：かみさきじのばんしょう
神崎寺は現在も水戸市天王町にある寺である。かって湖面はこの寺のすぐ近くまであった。千波湖の南西部に浮かべた舟上から神崎寺を眺んだ景観と案内する資料もある。
梅戸夕照
読み：うめとのゆうしょう、うめどのゆうしょう
資料によっては"梅戸崎夕照"と呼んでいる。
かつて“梅戸崎”と呼ばれる岬が千波湖にはあり、千波大橋の市街よりの袂に見える切り立った崖がその名残である。"梅戸夕照"はその岬辺りから見た夕日の景観とする資料と、梅戸橋（1984年時点）の付近から見た景観とする資料がある。現在でも両地点付近からは壮麗な夕日を見ることができ、かつての佳景を偲ばせる。
下谷帰帆
読み：したやのきはん
「下谷」は旧町名の奈良屋町（現在の宮町3丁目）辺りのことを指す。かつては舟着場があった。
柳堤夜雨
読み：りゅうていのやう
柳堤は「新道」とも呼ばれていた、かつての千波湖の北東に存在していた、湖中に作られた土手道のことで、土手には柳が植えられていた。柳を植えたのは徳川光圀である。
藤柄晴嵐
読み：ふじがらのせいらん
吉田神社の東辺りは、かつて藤柄と呼ばれており、この地区の松並木道の際まで湖面は迫っていた。現代では埋め立てられている、かつての千波湖東側に浮かべた舟上から吉田神社及び松並木を眺めたものと案内する資料もある。
葑田落雁
読み：やぶたのらくがん、ほうでんのらくがん、かりたのらくがん
"葑（ホウ）"は「マコモの根」の意味を持ち、マコモの根が絡み合い積み重なった状態を"葑田"とし、"葑田落雁"が示す景観は場所は未定であるが千波湖周辺の湿地帯であろうと案内する資料がある。一方、湿地帯があった場所を下市（水戸市の台町、紺屋町、藤柄町、檜物町、江戸町、七軒町、本、通、裡辺りは下市と呼ばれており、現在でも同界隈は下市の通称で地元では通じる。）の町端とする資料もあり、現在は埋め立てられてしまっている、かっての千波湖東側に浮かべた舟上からその町端を臨んだものと案内する資料もある。
緑岡暮雪
読み：みどりおかのぼせつ
"緑岡"は現在の水戸市見川町の護国神社、徳川ミュージアム辺りの丘陵を指す。千波湖の南西部に浮かべた舟上から眺んだ景観とする説もある。千波湖と雪の組合せた景観は、徳川斉昭が水戸八景のひとつ「僊湖暮雪 （せんこのぼせつ）」でも称えている。